# Lipogramma flavescens
Lipogramma flavescens is een straalvinnige vissensoort uit de familie van feeënbaarzen (Grammatidae). De wetenschappelijke naam van de soort is voor het eerst geldig gepubliceerd in 1988 door Gilmore & Jones.